# 马奇游击队 (星际迷航)
马奇游击队（英語：Maquis）是美国科幻电视剧星际迷航的中出现的虚拟半军事半恐怖组织。首次出现在1994年电视剧《星际迷航：下一代》的 "Journey’s end”一集中，随后出现在《星际迷航：深空九號》和《星际迷航：航海家号》。当从20世纪80年代末到2001年播出的三部《星际迷航》电视剧在未来的同一时间（2360年代-2370年代）发生在同一个虚构的科幻宇宙中时，马奇游击队的故事首次出现。因此，马奇游击队的故事在三部剧中都有几十集。马奇游击队在《星际迷航：航海家号》中尤为突出。在该剧中，星际舰队成员和马奇舰队成员一起滞留在银河系的另一端 。

## 概念
马奇游击队是由深空九号的创造者引入的，以便它可以在即将于 1995 年开播的航海家号中发挥作用。正如杰里泰勒评论的那样，“我们想要在航海家号中添加一些叛逆元素，让他的成员包括星际舰队成员和那些被联邦视为不法分子的理想主义自由战士（即马奇游击队）。”因此，星际迷航的创作者决定在深空九号和下一代的几集中为马奇游击队创造一个背景故事，并以第二次世界大战的法国游击队战士命名。深空九号的 Michael Eddington ，下一代中的 Ro Laren 等常见的角色加入了马奇游击队。而航海者号的 Chakotay 和 B'Elanna Torres 等角色则是前马奇游击队成员。

## 故事线
在《星际迷航》宇宙中，马奇游击队成立于24世纪，当时星际联邦和卡达西联盟之间签订了一项和平条约，重新指定了两个大国之间的非军事区。因此，联邦割让了几个殖民地世界给卡达西人。虽然星际联邦愿意无偿提供帮助迁移殖民者。但一些人坚持留在割让的世界上，实际上成为了卡达西联盟的公民。联邦担心破坏和平条约，而不再提供保护。一些殖民者组成了马奇游击队，以保护自己免受卡达西人的侵略。
尽管如此，许多联邦成员还是支持马奇游击队的事业，并非法向他们提供武器和其他技术。在一些时候，联邦实际上介入了马奇游击队和卡达西人之间的战争，帮助后者承认和平条约。联邦飞船航海家号追踪一艘马奇飞船到恶域，打算将其逮捕，但一股外星力量将两者运送到银河系对面的Delta象限。两艘船的船员被迫联合起来，以抵御诸如卡松和博格等外来威胁。在后来，当卡达斯人加入自治同盟参加自治同盟战争对抗联邦时，自治同盟协助卡达西军队消灭了马奇游击队，这是他们对抗联邦及其盟友战争的前奏。
马奇游击队为现有的角色提供了道德上的挑战，如深空九号站的夸克和西斯科。 夸克被一个迷人的瓦肯女人引诱着向马奇游击队出售武器，显示出他对金钱的渴望是如何在不知不觉中把他变成一个非法军火商 。 西斯科必须在卡达西人和联邦的内部政治中游刃有余，因为他试图维护和平条约，此外还受到他的老朋友试图招募他加入叛乱的考验。